# Moneda de 10 rupias indias
₹La moneda de 10 rupias indias (₹10) es una denominación de la rupia india. La ₹10 moneda es la segunda moneda de denominación más alta acuñada en India desde su introducción en 2005. La actual moneda de ₹10 en circulación es la del diseño de 2019. Sin embargo, los anteriores diseños de monedas de ₹10 acuñadas antes de 2019 son también monedas de curso legal en India. Todas las monedas de ₹10 que contengan con y sin el signo de la rupia son moneda de curso legal, según lo declarado por el Banco de la Reserva de la India. Junto con los diseños estándares, hay 21 diseños diferentes para esta denominación y son acuñados como monedas circulantes conmemorativas, y es utilizado junto al billete de 10 rupias.

## Diseño

### Diseño de 2005 (Unidad en Diversidad)
La primera moneda de 10 rupias acuñada en 2005 tenía un diámetro de 27 mm y presentaba las letras "भारत" e "INDIA" en la parte superior, con un capitel de león con 'Satyameva Jayate' en hindi debajo a la izquierda, y la fecha de acuñación debajo en el anverso. En el reverso de la moneda, figuraba "Cuatro cabezas que comparten un cuerpo común": una cruz con un punto en cada cuadrante en el centro, con las letras "दस रुपये" y "TEN RUPEES" en el anillo exterior.

### Diseño de 2008 (Conectividad y Tecnología)
El tercer diseño de la moneda de ₹10, acuñada desde 2011, presenta las letras "भारत" a la izquierda y "INDIA" a la derecha en los anillos exteriores, y el año de acuñación y la marca de acuñación debajo. En la parte central del anverso de la moneda está el capitel con las letras "सत्यमेव जयते" debajo. En el reverso tiene 10 muescas con el signo ₹ debajo y el número 10 debajo del signo ₹.
Se rumorea que esta moneda es falsa debido al caos en las redes sociales. Sin embargo, el Banco de la Reserva de la India (RBI) emitió un comunicado oficial para aclarar estos rumores declarando que el antiguo diseño anterior al del 2011 es válido y es una moneda de curso legal.

### Diseño de 2011
El tercer diseño de las monedas de ₹10, acuñada desde 2011 presenta las letras "भारत" a la izquierda e "INDIA" a la derecha en los anillos exteriores, y el año de acuñación y la marca de la ceca debajo. En la parte central del anverso de la moneda se ve el capitel de Ashoka con las letras "सत्यमेव जयते" por debajo. En el revesero presenta 10 muescas con el signo ₹ debajo, y el número 10 debajo del signo ₹.

### Diseño de 2019
El cuarto diseño de la moneda de ₹10, acuñada desde 2019, presenta al capitel de Ashoka, las letras "सत्यमेव जयते" en el tapón central y las letras "भारत" a la izquierda e "INDIA" a la derecha en el anillo exterior. En reverso de la moneda está el número 10 debajo del signo ₹, el año de la emisión y ocho tallos de granos estilizados. Diseñado con la ayuda de estudiantes del Instituto Nacional de Diseño (National Institute of Design), en Ahmedabad.

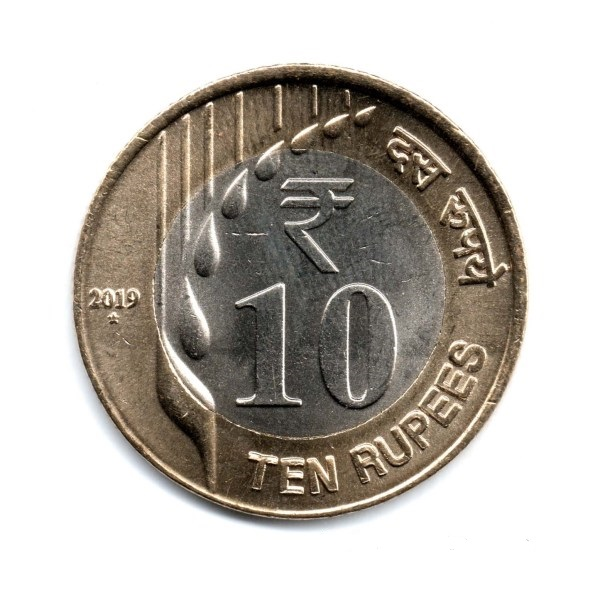
Moneda de ₹10 indias (reverso de 2019), diseño original, con 8 radiating semillas y está hecho especialmente para personas con incapacidades visuales. Diseñado con ayuda de NID estudiante.

### Marca de ceca
La ceca aparece en el fondo del anverso de la moneda:
- ⧫ (Pequeño punto/diamante) = Mumbai
- ° (Punto circular) = Noida
- (Ninguna marca) = Kolkata
- * (Estrella de 5 puntas) = Hyderabad

## Rumor de moneda falsa

₹10 indias (2008 Reverso), diseño original, con 15 líneas radiantes y sin el símbolo de moneda de la rupia india.

En julio de 2016, se informó que algunos tenderos en India se rehusaban a aceptar la moneda de ₹10 en su totalidad, resultado de un rumor que circulaba en redes sociales. Inicialmente se decía que las monedas con 15 muescas el diseño del reverso que carecen del símbolo '₹' eran falsas, a comparación de la versión de 10 muescas que utiliza el símbolo introducido en 2011.
Más tarde, el Banco de la Reserva de la India (RBI) aclaró que la alegada "moneda falsa" era el anterior diseño de 2008, anterior a la adopción del símbolo '₹' en 2010, y que todavía estaba en circulación legal, junto con el diseño del 2011, y aquellos que las rechazaran podrían enfrentarse a acciones judiciales.
En febrero del 2018, el Banco de la Reserva de la India empezó una campaña de concientización mediante el envío de mensajes de texto SMS sobre las ₹10 monedas con 10 y 15 líneas radiantes. Ambas son válidas.